# Rescat financer
En economia, un rescat financer és l'acte de prestar o donar capital financer a una entitat (empresa, país o individu) que es troba en perill de fallida, per a salvar-lo de la fallida, insolvència, la liquidació o la ruïna, o per a permetre que una entitat trenque sense produir contagi financer. Les paraules utilitzades en la parla anglosaxona són rescue (terme d'ús formal) o bailout (terme col·loquial).

El rescat pot ser fet amb fins de lucre, per exemple quan un inversor ressuscita una companyia de futur incert mitjançant la compra de les seues accions a preus de ganga. També pot fer-se per interès social, com per exemple si un filantrop ric reflota una empresa de menjar ràpid no rendible en un país amb problemes amb la distribució d'aliments. També pot ser motivat per la necessitat d'evitar un rescat major: per exemple, si el govern considera el transport com essencial per a la fluïdesa econòmica de l'estat; llavors protegeix les empreses de transport (línies aèries, empreses petrolieres, etc) mitjançant subsidis i préstecs a baix interès.
Als Estats Units d'Amèrica no hi ha hagut rescats financers a estats o ciutats des de 1840. El govern del Canadà d'ençà el segle XX determinà no rescatar les seues províncies.